# 参宿六
參宿六（κ Ori / 猎户座κ ）是猎户座的第六亮星，俗名Saiph，其名称来源于阿拉伯语saif al jabbar，字面意思是巨人之剑。参宿六组成猎户座四边形的西南角。北半球的观测者可以在南方看到它位于猎户座的左下角；而南半球的观测者则可以在北方看到它位于猎户座的右上角。
参宿六距离太阳720光年，这跟参宿七与太阳的距离差不多，略近一些，二者的质量也接近，但是参宿六并未膨胀到参宿七般庞大，它的半径仅仅是太阳的14倍，与参宿七相比仅有1/5的大小。它的星等(+2.06)比参宿七更暗，因为表面温度高达26,500K，其辐射的能量大部分集中在人类肉眼无法看到的紫外波段，所以看起来更暗，由其质量推算其本真光度大约为太阳的8万3千倍，比参宿七略低一些。类似于参宿六的大恒星最终会自我崩塌并爆炸成为超新星。